# Das große Schweigen (Buffy)
Das große Schweigen (Originaltitel: Hush) ist die zehnte Folge der vierten Staffel der US-amerikanischen Fernsehserie Buffy – Im Bann der Dämonen. Die amerikanische Erstausstrahlung erfolgte am 14. Dezember 1999 auf dem Sender The WB, die erste Ausstrahlung der deutschsprachigen Synchronfassung am 7. März 2001 auf ProSieben.
In der Folge kommen Märchenfiguren namens „The Gentlemen“ in die fiktive Stadt Sunnydale und stehlen den Einwohnern die Stimme, sodass in etwa 27 von 44 Minuten auf den Einsatz der menschlichen Stimme verzichtet wird. Die Episode wurde als einzige der Serie für den Emmy und den Writers Guild of America Award nominiert.

## Handlung
Buffy träumt während einer Vorlesung von einem kleinen Mädchen, das sie in einem Reim vor den Gentlemen warnt, sie könne nicht mehr sprechen und weinen, wenn diese auftauchen. Rupert Giles, dem Buffy davon erzählt, kann mit diesem Reim etwas anfangen, ihn zunächst aber nicht zuordnen.
In der Nacht öffnet eine Hand eine Schatulle und aus den Mündern der schlafenden Bevölkerung kommt eine Art Nebel, der sich auf einen Kirchturm zubewegt und in der Schatulle verschwindet. Am nächsten Morgen, stellt Buffy fest, dass kein Ton aus ihrem Mund kommt, als sie Willow begrüßen will. Auch im restlichen Wohnheim herrscht Totenstille, obwohl alle versuchen zu reden. Als Buffy und Willow später in der Stadt unterwegs sind, stellen sie fest, dass die ganze Bevölkerung davon betroffen ist. Sie kaufen sich Schreibtafeln, um sich schriftlich unterhalten zu können.
Buffy, Willow, Xander und Anya treffen sich bei Rupert Giles, um zu recherchieren, doch vergeblich. Im Fernsehen wird berichtet, dass ganz Sunnydale aufgrund einer unerklärlichen Massen-Laryngitis unter Quarantäne gestellt wurde. In der Nacht machen sich die Gentlemen, die sich schwebend fortbewegen, mit ihren Gehilfen auf den Weg. Zwei von ihnen sieht Olivia, die gerade zu Besuch bei Giles ist, am Fenster vorbeischweben und erschrickt. Zwei weitere Gentlemen suchen im Studentenwohnheim ein Zimmer auf, drücken den Studenten aufs Bett und entnehmen ihm sein Herz. Danach kehren die Gentlemen in den Turm zurück, dort stehen sieben Gläser, in dreien von ihnen liegt ein Herz, vier sind leer.
Olivia zeichnet die Gestalten, die sie gesehen hat und Giles erkennt sie sofort. Es sind Märchenfiguren. Kurz später erklärt er der Gruppe mittels Folien und Tageslichtprojektor, dass die Gentlemen auf sieben menschliche Herzen aus sind. Keine Waffe kann sie töten, nur die Stimme der Prinzessin. Da keiner eine Idee hat, wie die Stimmen zurückzubekommen sind, macht sich Buffy auf zur Patrouille. Auch Riley, Buffys Freund, der für eine Geheimorganisation des US-Militärs („Die Initiative“), arbeitet, tut dies unabhängig davon.
Währenddessen wird Tara im Studentenwohnheim von zwei Gentlemen und deren Gehilfen verfolgt. Sie versucht zu den anderen Mitbewohnern zu gelangen, aber keiner macht auf. Schließlich trifft sie auf Willow und beide fliehen vor den Gentlemen. Gleichzeitig kämpft Riley in der Kirche gegen die Gehilfen der Gentlemen, plötzlich stellt er fest, dass auch Buffy da ist und ist zunächst irritiert. Dennoch kämpfen sie weiter und Buffy gelingt es in den Turm zu gelangen und stellt fest, dass noch zwei Herzen fehlen. Ein Gentleman versucht daraufhin Buffy zu packen und ihr das Herz zu entfernen, doch Riley kann ihn mit einem Ablenkungsmanöver davon abbringen. Nachdem Buffy sich befreit hat, entdeckt sie die Schatulle und kann Riley dazu bringen, diese zu öffnen. Die Stimmen kehren zu ihren „Eigentümern“ zurück und Buffy fängt an zu schreien, worauf die Köpfe der Gentlemen zerplatzen.

## Nominierungen
Die Folge Das große Schweigen wurde als einzige Folge der Serie im Jahre 2000 für den Emmy Award in der Kategorie Bestes Drehbuch einer Dramaserie nominiert. Außerdem erhielt sie eine Nominierung für den Writers Guild of America Award.

## Kritik
“Buffy the Vampire Slayer, in most weeks the funniest and cleverest programme on TV, reached new heights with ‘Hush’.”

„Buffy – Im Bann der Dämonen, in den meisten Wochen das lustigste und cleverste Fernsehprogramm, erreichte mit ‚Das große Schweigen‘ einen neuen Höhepunkt.“

“Clever, well-written and brightly directed … Buffy at its best.”

„Clever, gut geschrieben und eine brillante Regie … Buffy in bester Form.“

“A true tour de force, and another inventive triumph for this vastly underrated series.”

„Eine wahre Glanzleistung und ein weiterer origineller Triumph für die erheblich unterschätzte Serie.“